# Europese kampioenschappen zeilwagenrijden 2013
De Europese kampioenschappen zeilwagenrijden 2013 waren door de Internationale Vereniging voor Zeilwagensport (FISLY) georganiseerde kampioenschappen voor zeilwagenracers. De 49e editie van de Europese kampioenschappen vond plaats in het Duitse Borkum van 10 tot 14 september en Sankt Peter-Ording van 20 tot 27 september 2013.

## Uitslagen

### Heren
| klasse             | Goud                   | Zilver                | Brons                  |
| Sankt Peter-Ording | Sankt Peter-Ording     | Sankt Peter-Ording    | Sankt Peter-Ording     |
| ------------------ | ---------------------- | --------------------- | ---------------------- |
| Standart           | Kevin Mingot           | Thierry Kaisin        | Benoît Lefeuvre        |
| Klasse 2           | Henri Demuysere        | Honoré Morel          | Peter Allemeersch      |
| Klasse 3           | Antoine Giret          | C.lément Touron       | Olivier Imbert         |
| Klasse 5 Sport     | Alban Morandière       | Aurélien Morandière   | Brice Petit            |
| Klasse 5 Promo     | François-Xavier Fiquet | Lucas Fournier        | Quentin Alvarez        |
| Miniyacht          | Augustin Descure       | Sébastien Blancaneaux | François-Xavier Fiquet |
| Borkum             |                        |                       |                        |
| Klasse 8           | Malte Lutz             | David Van Boven       | Stephen Schapman       |

### Dames
| klasse             | Goud               | Zilver             | Brons              |
| Sankt Peter-Ording | Sankt Peter-Ording | Sankt Peter-Ording | Sankt Peter-Ording |
| ------------------ | ------------------ | ------------------ | ------------------ |
| Standart           | Anne Lefebvre      | Eloise Le Lonquer  | Marie Clouet       |
| Klasse 5 Promo     | Charlotte Lambert  | Kathleen Le Goff   | Clémence Lambert   |
| Miniyacht          | Gita Steinhusen    | Barbara Starke     | Anke Munch         |
| Borkum             |                    |                    |                    |
| Klasse 8           | Eva Schlenker      | Emilie Ravaux      | Melina Hötzsch     |

1963 ·
1964 ·
1965 ·
1966 ·
1967 ·
1968 ·
1969 ·
1970 ·
1971 ·
1972 ·
1973 ·
1974 ·
1975 ·
1976 ·
1977 ·
1978 ·
1979 ·
1980 ·
1981 ·
1982 ·
1983 ·
1984 ·
1985 ·
1986 ·
1987 ·
1988 ·
1989 ·
1990 ·
1991 ·
1992 ·
1993 ·
1994 ·
1995 ·
1996 ·
1997 ·
1998 ·
1999 ·
2000 ·
2001 ·
2002 ·
2003 ·
2004 ·
2005 ·
2006 ·
2007 ·
2009 ·
2010 ·
2011 ·
2013 ·
2015 ·
2016 ·
2017 ·
2019 ·
2020 ·